# Мішель Таллер
Мішель Лінн Таллер (нар. 28 листопада 1969, Вокеша) — американська астрономка і наукова співробітниця, заступниця директора з наукової комунікації в Центрі космічних польотів імені Годдарда.
Протягом 1998—2009 років вона була науковою співробітницею Центру обробки та аналізу інфрачервоного випромінювання, а потім — менеджером програми освіти та громадськості для Космічного телескопа Спітцера у Каліфорнійському технологічному інституті. Вона є активною учасницею програми на каналі історії та каналі науки.

## Життєпис
Таллер закінчила Південну середню школу у Вісконсині у 1988 році. Вона навчалася в Гарвардському університеті, в якому вивчала астрофізику і досліджувала подвійні зорі. У 1992 році отримала ступінь бакалавра. У Державному університеті Джорджії Таллер працювала над зіткненням вітрів у тісних масивних бінарних системах. У 1998 році отримала ступінь доктора філософії (PhD).
Таллер є постійним учасником онлайн-видання Christian Science Monitor.
Вона пише щомісячну наукову колонку і з'являється на телеканалах Історія, Загадки Всесвіту і Наука, Discovery Science, Як працює Всесвіт і Планети поза ним.
Також Таллер отримала нагороду за серію відео-подкастів IRrelevant Astronomy.

## Особисте життя
Таллер перебуває у шлюбі з Ендрю Бутом, космічним оптичним інженером і живе у штаті Меріленд.